# Aloe pseudoferox
Aloe pseudoferox é uma espécie de liliopsida do gênero Aloe, pertencente à família Asphodelaceae.